# Ridderorden in Algerije
De bey van Algiers, een vazal van de sultan van Turkije, regeerde Algerije min of meer als een onafhankelijk vorst. De beys hebben twee ridderorden gesticht en zijn deze ook tijdens de periode dat Algerije een Franse kolonie en later een deel van de Franse republiek was blijven verlenen:
- De Orde van de Zilveren Hand
- De Orde van de Zilveren Sabel

Frankrijk veroverde Algerije in 1830 en bleef het gebied tot 1962 regeren.
- Een Algerijnse Orde van Militaire Verdienste wordt in de literatuur vermeld.

## Franse orden enkoloniale ridderordendie in Algerije werden verleend
Frankrijk kende tijdens de Vierde Republiek talloze "ministeriële orden". Zie daarvoor Ministeriële orden van Frankrijk. Deze onderscheidingen werden ook in het tot Frankrijk behorende departement Algerije toegekend. Specifiek op Algerije toegesneden was alleen
- de Orde van Verdienste voor de Sahara

In 1962 werd Algerije na een bloedige guerrillaoorlog onafhankelijk. De nieuwe regering stelde tientallen medailles in voor de vrijheidsstrijders. Algerije kent slechts één ridderorde:
- de Nationale Orde van Verdienste